# Marian Słoń
Marian August Słoń (ur. 15 sierpnia 1909 w Kielcach, zm. 18 lipca 1987 w Warszawie) – polski chemik i matematyk, działacz państwowy, doktor nauk chemicznych, poseł do Krajowej Rady Narodowej, w 1945 prezydent Kielc.

## Życiorys
Syn Stanisława. Ukończył studia na Wydziale Matematycznym Uniwersytetu Warszawskiego oraz w 1935 na Wydziale Chemicznym Politechniki Warszawskiej, uzyskał tytuł inżyniera chemika. Po ukończeniu studiów chemicznych do 1939 pracował w charakterze asystenta w Katedrze Technologii Materiałów Wybuchowych, pracował jednocześnie w Instytucie Technicznym Uzbrojenia. W latach 1936–1937 wygrał uczelniane stypendium doktoranckie i studiował w Lyonie i Nancy. W 1937 na II Światowym Kongresie Naftowym przedstawiona została jego praca i współautora Tadeusza Urbańskiego O nitrowaniu normalnych węglowodorów parafinowych.
W czasie okupacji niemieckiej mieszkał w Rembertowie, w 1943 przeniósł się do Kielc i rozpoczął pracę w Wytwórni Świec „Społem”. Organizował Wojewódzką Radę Narodową w Kielcach. We wrześniu 1944 zatrzymano go w łapance i wywieziony do obozy pracy do Schwarzenberg/Erzgeb., po dwóch miesiącach zbiegł i powrócił do Kielc. W okresie od lutego do kwietnia 1945 był prezydentem Kielc, 29 grudnia 1945 został posłem Krajowej Rady Narodowej na wniosek WRN w Kielcach. W 1945 wstąpił do Polskiej Partii Robotniczej, a w 1948 do Polskiej Zjednoczonej Partii Robotniczej.
W 1946 został dyrektorem Wytwórni Świec „Społem”, w 1947 dyrektorem Zakładów Chemicznych „Boruta” w Zgierzu, w 1948 dyrektorem technicznym Centralnego Zarządu Przemysłu Chemicznego w Gliwicach, w 1949 dyrektorem departamentu w Ministerstwie Przemysłu Ciężkiego. W latach 1950–1956 pozostawał dyrektorem naczelnym Centralnego Zarządu Przemysłu Barwników i Półproduktów, a w latach 1956–1960 – dyrektorem Departamentu Zbytu w Ministerstwie Przemysłu Chemicznego. Jednocześnie pracował na PW nad otrzymywaniem stabilnych barwników antrachinowych do drewna i plastików. W 1961 objął funkcję dyrektora Instytutu Tworzyw Sztucznych, zostając jednocześnie samodzielnym pracownikiem naukowo-badawczym na etacie docenta. Po połączeniu ITS z Instytutem Chemii Przemysłowej w latach 1971–1974 był kierownikiem Zakładu Polimerów Termoutwardzalnych. Po wojnie otrzymał 10 patentów na opracowane przez siebie technologie, m.in. na stabilne barwniki do plastików i drewna, na metodę otrzymywania tlenku butadienu. We wrześniu 1972 doktoryzował się na Wydziale Technologii i Inżynierii Chemicznej Politechniki Śląskiej.
Został pochowany na Cmentarzu Komunalnym Północnym w Warszawie (W-XIV-5/3/2).

## Odznaczenia
- Krzyż Komandorski Orderu Odrodzenia Polski
- Krzyż Oficerski Orderu Odrodzenia Polski
- Złoty Krzyż Zasługi (1954)[3]
- Medal 40-lecia Polski Ludowej
- Medal 30-lecia Polski Ludowej
- Medal 10-lecia Polski Ludowej (1955)[4]
- Pamiątkowy Medal z okazji 40 rocznicy powstania Krajowej Rady Narodowej (1983)[5]